# Coop (Paesi Bassi)
Coop Supermarkten è una catena di supermercati olandese, fondata nel 1891 a Zaandam.

## Storia
Prende il nome dagli aspetti cooperativi dell'azienda. Nel 2001, la società si è fusa con l'acquirente all'ingrosso Codis per formare CoopCodis. Nel 2009, il nome è stato nuovamente cambiato, da CoopCodis a Coop Supermarkten. Coop Supermarkten partecipa alla cooperativa olandese di acquisti all'ingrosso Superunie.
Negli ultimi anni, la società ha lanciato un nuovo tipo di negozio chiamato Supercoop: questi grandi negozi sono collocati in aree in cui di solito c'è molta concorrenza da altre catene e sono visti come una risposta alla guerra dei prezzi olandese tra i supermercati. Con questi nuovi negozi, i colori utilizzati dalla catena sono stati gradualmente cambiati da rosso e blu ad arancione, rosso e grigio. Il (nuovo) logo è il marchio del negozio (Coop, Supercoop o CoopCompact) in arancione con sotto un grande arco rosso che colpisce.
La loro quota di mercato nel 2013 era di circa il 2,8 percento.
L'azienda ha una carta fedeltà per i clienti, chiamata "Coop Klantenkaart" in olandese.
Esistono tre formule: supermercati di quartiere e di villaggio con il nome CoopCompact (di proprietà di imprenditori indipendenti), supermercati con il nome Coop e la formula Supercoop più aggressiva per i prezzi. Inizialmente esisteva un'altra formula: Coop Full Service per gli affiliati, ma è stato ridotto a Coop. Nel 2008, una parte dei negozi in franchising Edah del gruppo Laurus che aveva subito una richiesta di affiliazione con Coop. 54 negozi C1000 sono entrati a far parte dell'azienda nel 2010 e nel 2012.
Il 5 marzo 2018 è stato annunciato che Coop avrebbe rilevato 131 supermercati Emté insieme a Jumbo. Circa un terzo di questo numero finirà con Coop.